# Acta Horti Gothoburgensis
Acta Horti Gothoburgensis (abrevido Acta Horti Gothob.) fue una revista con descripciones botánicas que fue editada en Goteborg. Se publicaron 28 números desde el año 1924 hasta 1967, con el nombre de Acta Horti Gothoburgensis. Meddelanden fran Göteborgs Botaniska Trädgard. Goteborg.